# Alexandre Murat
Alexandre Herceg Murat fue un deportista francés que compitió en remo. Ganó una medalla de bronce en el Campeonato Europeo de Remo de 1912.

## Palmarés internacional
| Campeonato Europeo | Campeonato Europeo | Campeonato Europeo | Campeonato Europeo |
| Año                | Lugar              | Medalla            | Prueba             |
| ------------------ | ------------------ | ------------------ | ------------------ |
| 1912               | Ginebra (Suiza)    | Medalla de bronce  | Ocho con timonel   |